# Вводный тон
Вводный тон (нем. Leitton, фр. note sensible букв. «чувственная нота») — ступень мажорного и минорного звукорядов, лежащая полутоном выше или полутоном ниже соседней ступени. Переход от вводного тона, помещённого на слабой доле такта, к соседней ступени на сильной доле такта описывается как переход от ладового неустоя к ладовому устою, также как разрешение неустоя в устой. Иногда вводным тоном называется также II ступень мажорного или минорного звукоряда, расположенная целым тоном выше тоники (используется в тех же метроритмических условиях).

## Краткая характеристика

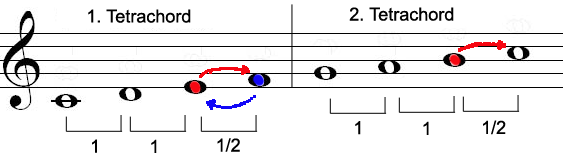
Восходящий (отмечен красным) и нисходящий (синий) вводные тоны в звукоряде натурального C-dur

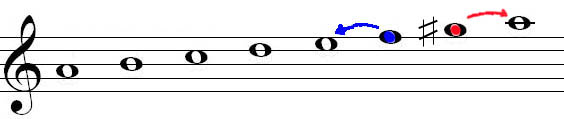
Восходящий и нисходящий вводные тоны в звукоряде гармонического a-moll

В мажорно-минорной музыке Нового времени в качестве вводного тона наиболее типична VII ступень мажора и гармонического минора. В C-dur переход от h (VII ступени, на слабой доле) к с (I ступени, на сильной доле), в a-moll переход от gis (VII повышенной ступени) к a (I ступени) описывается как переход от вводного тона к тонике.
В расширенной тональности вводные тоны могут быть образованы и на тех ступенях мажорного и минорного звукорядов, которые «изначально» отстоят от своих соседей на целый тон — путём их альтерационного повышения или понижения. Например, в C-dur/c-moll при переходе II низкой ступени в I ступень (des-c, с соблюдением вышеописанных метрических позиций) des описывается как вводный тон к тонике, при fis-g (IV—V) в тех же тональностях fis описывается как вводный тон к доминанте и т. д. и т. п.
Если переход осуществляется от более высокой ступени к более низкой, такая ступень именуется нисходящим вводным тоном, если же от более низкой к более высокой,— восходящим вводным тоном.
Ход от вводного тона на полутон вверх или вниз зачастую образует интервал, который является хроматическим по положению, но диатоническим по существу (например, упомянутый выше интервал gis-a в гармоническом ля миноре). В современной гармонии такого рода интервалы иногда обозначаются термином «диахроматические».

## Исторический очерк
Понятие вводного тона появилось во Франции XVIII в. в ходе становления концепции гармонической тональности. Для него французы употребляли метафорический термин note sensible («чувственная нота», или «чувствительная нота»), причём только по отношению к восходящему вводному тону от VII к I ступени натурального мажора и гармонического минора. С XX века термин «вводный тон» применяют также по отношению к старинной музыке, в которой мажорно-минорной тональности не было. Например, каденцию с двумя вводными тонами (в России часто под названием «готическая каденция»), типичнейшую для музыки XIII—XIV веков, немецкие музыковеды называют «каденцией с двумя вводными тонами» (нем. Zweileittonkadenz). Анализируя церковные тоны А. Банкьери (начало XVII века), говорят о «вводных тонах» в описываемых им каденциях многоголосного лада. Вводные тоны находили даже в монодическом григорианском хорале, хотя для возникновения вводного тона в молитвословной просодии нет метроритмической предпосылки (нет такта с присущим ему различением сильной и слабой долей).